# ضريح بابا فريد
ضريح بابا فريد (بالأردوية: بابا فرید درگاہ)‏ هو مزار صوفي يعود إلى القرن الثالث عشر يقع في باكبتان، باكستان، وهو مخصص للصوفي فريد الدين مسعود، المعروف باسم بابا فريد. يُعتبر الضريح واحداً من أهم المزارات في باكستان، وكان واحداً من أوائل الأماكن المقدسة الإسلامية في جنوب آسيا -مما وفر لمسلمي المنطقة تركيزاً محلياً على العبادة-. كما يُقدَّس الضريح من طرف السيخ، الذين وضعوا شعر بابا فريد في جورو جرانث صاحب - الذي يعتبره السيخ هو المعلم الأبدي.
لعب المزار دوراً مركزياً في تحويل القبائل المحلية إلى الإسلام على مدى عدة قرون. كان رؤساء الضريح الذي يحظى بتقدير كبير يسيطرون على دولة مستقلة سياسياً كان يدافع عنها جنود من عشائر محلية تعهدوا بالولاء لضريح وأحفاد بابا فريد. يُعتبر الضريح اليوم الأكثر أهمية في ولاية البنجاب، ويجذب ما يصل إلى مليوني زائر لمهرجان العرس السنوي.

## وصلات خارجية
- الموقع الرسمي| - ع - ن - ت أضرحة باكستان                                                              | - ع - ن - ت أضرحة باكستان | - ع - ن - ت أضرحة باكستان |
| -------------------------------------------------------------------------------------- | ------------------------- | ------------------------- |
| - بي بي باكدامن - ضريح بابا فريد - ضريح جمال شاه - ضريح ذو الفقار علي بوتو - مزار قائد |                           |                           |